# Gheorghe Doja
Gheorghe Doja es una comuna ubicada en el distrito de Ialomița, Rumania.

## Superficie
Cuenta con una superficie de 73,96 kilómetros cuadrados.

## Demografía
Hasta 2021 la población era de 2230 habitantes, con una densidad de población de 30,15 habitantes por kilómetro cuadrado.